# My Babysitter's a Vampire (película)
My Babysitter's a Vampire es una película de televisión canadiense de vampiro-aventuras y comedia de terror protagonizada por Vanessa Morgan y Matthew Knight. La trama de la película se centra en torno a un grupo de adolescentes, uno de ellos una vampira sin querer contratada por una pareja para cuidar a su hija en lugar de su hijo algo indigno de confianza, y sus esfuerzos para frustrar un complot para resucitar a un grupo de culto de vampiros muertos.
La película salió al aire el 9 de octubre de 2010, en el canal de televisión canadiense Teletoon. La versión francesa de la película fue presentada en franco-canadiense contraparte de Teletoon, Télétoon, el 16 de octubre de 2010. El estreno en Estados Unidos fue en Disney Channel el 10 de junio de 2011.

## Reparto
- Matthew Knight como Ethan Morgan.
- Vanessa Morgan como Sarah Fox.
- Atticus Mitchell como Benny.
- Cameron Kennedy como Rory.
- Kate Todd como Erica.
- Joe Dinicol como Jesse.
- Ella Jonas Farlinger como Jane.
- Ari Cohen como Papá de Ethan.
- Laura DeCarteret como Mamá de Ethan.
- Hrant Alianak como Director Hicks.
- Joan Gregson como Abuela.
- Cassie Steele como Rochelle.
- Richard Ravest como James.

Del resto del reparto incluye a: Nathan Stephenson como Gord, Kaitlin Howell como Sydney y Laurie Ma como Keana

## Recepción
En su emisión original, el 10 de junio de 2011 en Disney Channel Estados Unidos; la película de televisión sacó unos 4,18 millones de televidentes totales y un 0,6 de rating en la edad 18-49 demográfico; el ranking en el séptimo lugar en esa edad demográfica — aunque conduce esa noche en los principales televidentes.

### Premios y honores
| Año  | Grupo                           | Premio                                                                                            | Resultado | Beneficiario(s)                                                                               |
| ---- | ------------------------------- | ------------------------------------------------------------------------------------------------- | --------- | --------------------------------------------------------------------------------------------- |
| 2011 | Gemini Award                    | Mejor Miniserie o Película de TV Dramática                                                        | Nominado  | —                                                                                             |
| 2011 | Gemini Award                    | Mejor Actuación de un Actor en un Papel Secundario en un destacado Programa Dramático o Miniserie | Nominado  | Atticus Mitchell                                                                              |
| 2011 | Directors Guild of Canada Award | Mejor Dirección en una Película para Televisión o Miniserie.                                      | Nominado  | Bruce McDonald                                                                                |
| 2011 | Directors Guild of Canada Award | Mejor Diseño de Producción en una Película para Televisión o Miniserie.                           | Nominada  | Ingrid Jurek                                                                                  |
| 2011 | Directors Guild of Canada Award | Mejor Edición de Sonido en una Película para Televisión o Miniserie                               | Nominado  | Robert Hegedus, Marvyn Dennis, Kevin Howard, Mark Beck, Gren-Erich Zwicker y Richard Calistan |
| 2012 | Young Artist Award              | El mejor funcionamiento en una serie de TV - agente joven principal                               | Ganador   | Matthew Knight                                                                                |

## Estreno internacional
| País / Región        | Canal(es)                             | Estreno Primera Temporada | Título                                                  |
| -------------------- | ------------------------------------- | ------------------------- | ------------------------------------------------------- |
| Canadá               | Teletoon                              | 9 de octubre de 2010      | My Babysitter's a Vampire (Fang-Tastic Facts Edition)   |
| Canadá               | Télétoon                              | 16 de octubre de 2010     | Ma gardienne est un vampire (Edition Faits AcCROChants) |
| Estados Unidos       | Disney Channel                        | 10 de junio de 2011       | My Babysitter's a Vampire                               |
| Países Bajos         | Disney Channel Países Bajos y Flandes | 23 de septiembre de 2011  | My Babysitter's a Vampire                               |
| Reino Unido          | Disney Channel Reino Unido e Irlanda  | 3 de octubre de 2011      | My Babysitter's a Vampire: The Movie                    |
| Bulgaria             | Disney Channel Bulgaria               | 8 de octubre de 2011      | Бавачката ми е вампир                                   |
| República Checa      | Disney Channel República Checa        | 8 de octubre de 2011      | Moje chůva upírka                                       |
| Hungría              | Disney Channel Hungría                | 8 de octubre de 2011      | Vámpírunk a gyerekcsősz                                 |
| Polonia              | Disney Channel Polonia                | 8 de octubre de 2011      | Moja niania jest wampirem                               |
| Rumania              | Disney Channel Rumania                | 8 de octubre de 2011      | Bona mea e un vampir                                    |
| España               | Disney Channel España                 | 8 de octubre de 2011      | Mi niñera es un vampiro: La película                    |
| Turquía              | Disney Channel Turquía                | 8 de octubre de 2011      | Bakıcım Bir Vampir                                      |
| Ucrania              | Disney Channel Ucrania                | 8 de octubre de 2011      | Моя няня — вампір                                       |
| Israel               | Disney Channel Israel                 | 29 de octubre de 2011     | הבייביסטר שלי היא ערפדית                                |
| Italia               | Disney Channel Italia                 | 29 de octubre de 2011     | La mia babysitter è un vampiro                          |
| Brasil               | Disney XD Brasil                      | 30 de octubre de 2011     | Minha Babá é uma Vampira: O Filme                       |
| Grecia               | Disney Channel Grecia                 | 30 de octubre de 2011     | Η Νταντά - Βαμπίρ                                       |
| Argentina            | Disney XD Latinoamérica               | 30 de octubre de 2011     | Mi Niñera es una Vampira                                |
| Bolivia              | Disney XD Latinoamérica               | 30 de octubre de 2011     | Mi Niñera es una Vampira                                |
| Chile                | Disney XD Latinoamérica               | 30 de octubre de 2011     | Mi Niñera es una Vampira                                |
| Colombia             | Disney XD Latinoamérica               | 30 de octubre de 2011     | Mi Niñera es una Vampira                                |
| Costa Rica           | Disney XD Latinoamérica               | 30 de octubre de 2011     | Mi Niñera es una Vampira                                |
| Ecuador              | Disney XD Latinoamérica               | 30 de octubre de 2011     | Mi Niñera es una Vampira                                |
| México               | Disney XD Latinoamérica               | 30 de octubre de 2011     | Mi Niñera es una Vampira                                |
| Panamá               | Disney XD Latinoamérica               | 30 de octubre de 2011     | Mi Niñera es una Vampira                                |
| Perú                 | Disney XD Latinoamérica               | 30 de octubre de 2011     | Mi Niñera es una Vampira                                |
| República Dominicana | Disney XD Latinoamérica               | 30 de octubre de 2011     | Mi Niñera es una Vampira                                |
| Venezuela            | Disney XD Latinoamérica               | 30 de octubre de 2011     | Mi Niñera es una Vampira                                |
| Dinamarca            | Disney Channel Escandinavia           | 31 de octubre de 2011     | Min barnepige er en vampyr: Filmen                      |
| Suecia               | Disney Channel Escandinavia           | 31 de octubre de 2011     | Min barnvakt är en vampyr: Filmen                       |
| Francia              | Canal J                               | TBA                       | Ma Baby-sitter est un vampire : Le film                 |